# Hippotion lignaria
Hippotion lignaria är en fjärilsart som beskrevs av Walker 1856. Hippotion lignaria ingår i släktet Hippotion och familjen svärmare. Inga underarter finns listade i Catalogue of Life.